# 克里斯蒂娜·莫泽
克里斯蒂娜·莫泽（德語：Christina Moser，1960年9月23日—），德国女子曲棍球运动员。她曾代表西德国家队参加1984年夏季奥林匹克运动会曲棍球比赛，获得一枚银牌。